# لاري س. اولسن
لاري س. اولسن (بالإنجليزية: Larry C. Olsen)‏ هو عالم أمريكي، ولد في 25 يوليو 1937.